# Brachyglossina culoti
Brachyglossina culoti är en fjärilsart som beskrevs av Eugen Wehrli 1930. Brachyglossina culoti ingår i släktet Brachyglossina och familjen mätare. Inga underarter finns listade i Catalogue of Life.